# Archeria (amphibien)
Pour les articles homonymes, voir Archeria.
 (décembre 2017).
Si vous disposez d'ouvrages ou d'articles de référence ou si vous connaissez des sites web de qualité traitant du thème abordé ici, merci de compléter l'article en donnant les références utiles à sa vérifiabilité et en les liant à la section « Notes et références ».
Genre
Archeria est un genre éteint d’amphibiens reptiliomorphes embolomères en forme d'anguilles qui a vécu au Permien inférieur. Ces fossiles ont été découverts en Oklahoma et au Nouveau-Mexique. Il a  donné son nom à la famille des Archeriidae.

## Description

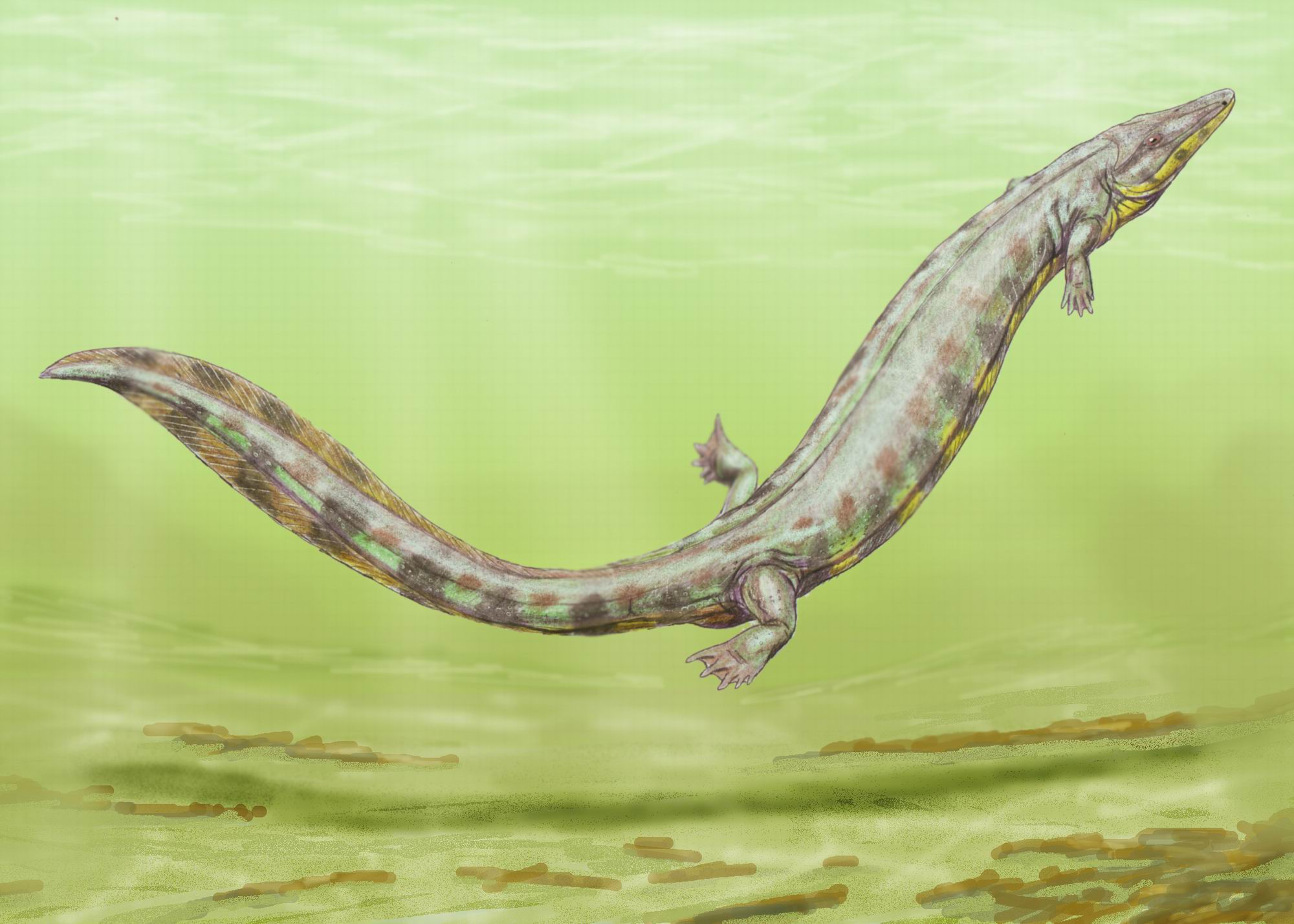
Dessin d'Archeria crassidisca.

C'était un prédateur aquatique de taille moyenne avec une longueur de 2 mètres.

## Liste des espèces
Selon Paleobiology Database (3 juillet 2018) :
- Archeria crassidisca Case, 1918
- Archeria victori Stovall, 1948